# Mix FM São Carlos
Mix FM São Carlos é uma emissora de rádio brasileira sediada em São Carlos e concessionada em Itirapina, cidades do estado de São Paulo. Opera no dial FM, na frequência 103.3 MHz.

## História
A Intersom FM foi fundada em 7 de agosto de 1982 pelo comunicador Geraldo Eugênio Toledo Piza, em sociedade com o empresário Coriolano Morato Ferraz Meireles. A família Toledo Piza há tempos fazia parte da comunicação em São Carlos, uma vez que Geraldo era locutor na Rádio Progresso (hoje Rádio Clube), idealizada pelo seu tio Leôncio Zambel em 1958, e junto com seus irmãos Gerson Toledo Piza ("Juquita") e Marco Antônio Fernandes, era responsável pela Topmaster Indústria Eletrônica, que produzia cartucheiras e outros equipamentos para emissoras de rádio, televisão e telecomunicações.
Desde o início, a rádio manteve uma programação eclética, com playlists musicais variadas, além de programas jornalísticos e de debates, garantindo expressivos índices de audiência em São Carlos e região. Em 1991, com o falecimento de Geraldo Toledo Piza, seu irmão Gerson Toledo Piza tornou-se o proprietário da emissora, onde já atuava na direção e locução de alguns programas.
Em 1.º de outubro de 2019, durante a apresentação do Intersom Debates, Juquita anunciou a venda da 103.9 MHz para o grupo Empresas Pioneiras. Com a venda da frequência, foi decidido que a Intersom FM iria passar para a frequência 103,3 MHz, substituindo a sua co-irmã Rádio Cidade, localizada em Itirapina. A transição foi iniciada no dia 20 de outubro, quando a programação das duas emissoras passaram a atuar de forma simultânea (incluindo vinhetas unindo as duas marcas). A Intersom FM assumiu em definitivo a nova frequência em 23 de novembro, enquanto que a 103.9 MHz iniciou a expectativa para a estreia da CBN São Carlos na semana seguinte, em 30 de novembro.
Em Junho de 2024, depois de manter uma programação totalmente arrendada e voltada ao formato popular/sertanejo por alguns anos, a frequência é vendida ao Sistema Clube de Comunicação, que já possuía outras duas emissoras na cidade de São Carlos, a Clube FM e a 91 FM A Sertaneja. Com isso, é anunciada a extinção da tradicional marca radiofônica da cidade, dando lugar à afiliada da Mix FM, sendo a segunda sob gestão do Sistema Clube de Comunicação, junto com a afiliada de Ribeirão Preto.
No dia 20 de Junho de 2024, a então Intersom FM passa a fazer expectativa para a nova Mix FM São Carlos, de formato jovem-adulto/pop, do qual a rádio já vinha aderindo desde a oficialização da aquisição, para estrear oficialmente no dia 1 de Julho do mesmo ano.